# J.-Georges Ratelle
J.-Georges Ratelle (5 juin 1883-30 août 1969) est un courtier d'assurance et homme politique fédéral du Québec.

## Biographie
Né à Saint-Liguori dans la région de Lanaudière, il devint député du Parti libéral du Canada dans la circonscription fédérale de Lafontaine en 1949. Réélu en 1953, 1957 et en 1958, il ne se représente pas en 1962.